# Apeadero de Pedrouços
Nota: No confundir con la antigua Estación de Pedrouços, también en la Línea de Cascaes, ni con el antiguo Apeadero de Pedrouços da Maia, en la Línea de Leixões.

El Apeadero de Pedrouços fue una plataforma ferroviaria de la Línea de Cascaes, que servía a la zona de Pedrouços, en la ciudad de Lisboa, en Portugal.

## Historia
Este apeadero se situaba en el tramo entre Pedrouços y Alcântara-Mar de la Línea de Cascaes, que fue inaugurado el 6 de diciembre de 1890.